# Finn (namn)

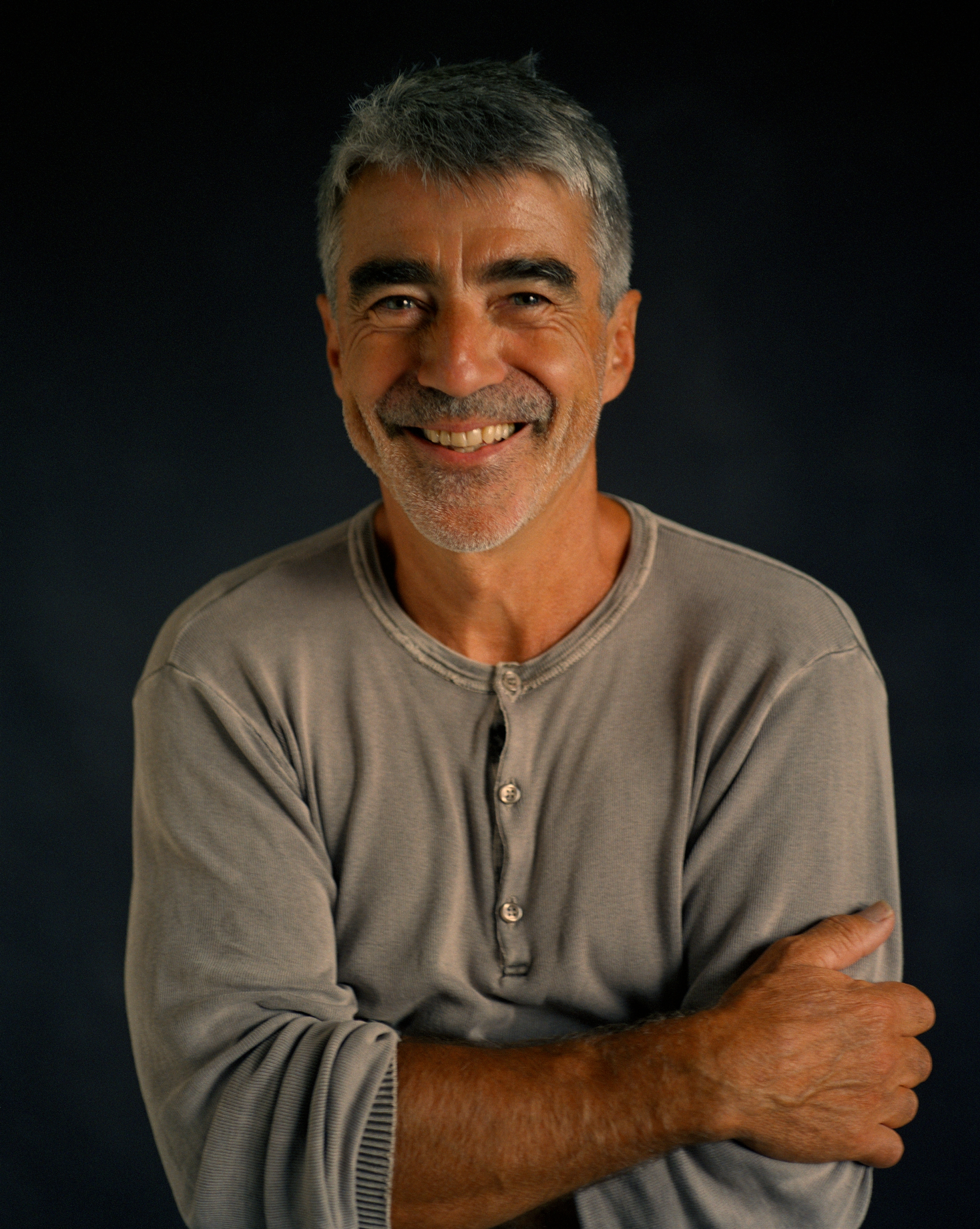
Finn Zetterholm, 2012.

Finn är ett mansnamn av nordiskt ursprung med betydelsen "finne" eller möjligen ursprungligen "vandrare". 
Namnet har använts som dopnamn i Sverige sedan slutet av 1800-talet men har aldrig varit något vanligt namn.
Den 31 december 2012 fanns det totalt 1 336 personer i Sverige med namnet, varav 802 med det som förstanamn/tilltalsnamn . 
År 2003 fick 18 pojkar namnet, varav 6 fick det som tilltalsnamn.
Namnsdag: i Sverige 16 oktober (sedan 1986). I den finlandssvenska namnsdagslängden har Finn namnsdag 26 september sedan starten 1929, då en egen namnsdagskalender togs i bruk för finlandssvenskar.
Finn var även ett ovanligt soldatnamn. 2018 fanns 373 personer med efternamnet Finn i Sverige.

## Personer med namnet Finn
- Finn Alnæs, norsk författare
- Finn Asp, svensk konstnär
- Finn Bernhoft, norsk skådespelare
- Finn Björnulfsson, svensk musiker
- Finn E. Kydland, norsk nationalekonom, mottagare av Sveriges Riksbanks pris i ekonomisk vetenskap till Alfred Nobels minne 2004
- Finn Helgesen, norsk skridskoåkare
- Finn Juhl, dansk formgivare
- Finn Lange, norsk skådespelare
- Finn Malmgren, svensk meteorolog och polarforskare
- Finn Nielsen, dansk skådespelare
- Finn Poulsen, dansk-svensk teaterregissör och teaterchef
- Finn Savery, dansk kompositör och pianist
- Finn Schau, norsk skådespelare
- Finn Søeborg, dansk humorist och författare
- Finn Zetterholm, svensk trubadur och författare